# Hoplitis nigrella
Hoplitis nigrella là một loài Hymenoptera trong họ Megachilidae. Loài này được Michener mô tả khoa học năm 1954.